# Зонд (За гранью возможного)
«Зонд» (англ. The Outer Limits: The Probe) — телефильм, 17 серия 2 сезона и финальная серия классического чёрно-белого телесериала «За гранью возможного» 1963—1965 годов. Режиссёр: Феликс Фейст. В ролях — Питер Марк Ричман, Пегги Энн Гарнер, Рон Хэйс, Уильям Стивенс, Ричард Треттер.

## Вступление
Постоянство любопытства Человека привело его в новые миры. Не завоевывая свой собственный мир, он вторгся в мир микроскопа и во внешние миры вне своего. Говорят, что изменение позиций и взглядов — это честная игра… но так ли это?

## Сюжет
В заключительной серии «За гранью возможного» сюжет разворачивается вокруг четырёх оставшимися в живых после авиационной катастрофы — Джефферсона Роума, Аманды Франк, Коберли (пилота), и Декстера. Самолет, на котором они летели в Токио, попадает в центр урагана и падает в океан, и люди внезапно оказываются пойманными в ловушку в инопланетном космическом зонде, бравшим водные образцы. Внутри они находят загадку, которую они должны решить прежде, чем все четверо будут убиты.
Они первоначально думают, что они находятся в центре урагана и пытаются подать сигнал бедствия по радио. Вскоре выжившие обнаруживают, что они не плавают в океане, а находятся на каком-то полу, покрытом туманом. Радио не работает. Все четверо купаются в своего рода тумане, который появляется из большого круга на опоре, который чистит их и сушит их одежду. Декстер оказывается при этом заморожен в луча света, выходящего из того же самого круга, но спасен другими до того, как он был бы полностью заморожен. Декстер отходит назад, в то время как другой начинать исследовать внутреннюю часть зонда.
Джефферсон Роум и другие обнаруживают комнату с инопланетной системой телеметрии. Зонд исследовал морскую воду. Джефферсон Роум вспоминает Инспектора космического зонда, используемого, чтобы изучать другую соседние планеты, такие, как Венера, Марс и Юпитер. Трое оставшихся в живых считаются пленниками в антисептических палатах, где они являются добычей некоторых странных мутировавших микробов. Джефферсон начинает предполагать, что плот подвергался тестированию и они мешали. Роум, Аманда Франк и Коберли обнаруживают гигантского микроба, который был убит лучом замораживания инопланетян. Но он отколол часть себя, чтобы выжить.
Роум Джефферсон, взглянув на данные в Аналоговой Комнате, замечает образец, который зонд перемещал от мира к миру, используя своего рода систему приводов деформирования пространства. Микроб, возможно, проник внутрь. Они видят, что экран показывает символы, и Рим начинает попытки составить сообщение, изменяя последовательность инопланетных символов.
Тем временем, микроб пытается напасть на Коберли, но его удерживают Джефферсон Роум и Амандa Франк. Инопланетный круг начинает передавать лучи света в определенной последовательности. Зонд захватывает троих людей в прозрачных трубах, чтобы изолировать их и защитить от микроба. Зонд готовится к процедуре подъёма. В то время как Коберли идет, чтобы использовать радио, Рим и Аманда пытаются общаться с помощью инопланетных символов. Вне Аналоговой Комнаты Коберли окутан инопланетным туманом и исчезает. Джефферсон Роум уходит из Аналоговой Комнаты, чтобы искать Коберли. Он также исчезает в инопланетном тумане.
Когда попытка установить связь терпит неудачу, Аманда Франк молит инопланетян о милосердии. Она начинает просить инопланетян понять их затруднительное положение. Она пугается и убегает из Аналоговой Комнаты, чтобы искать Роума и Коберли. Инопланетный луч света начинает исследовать её и она оказывается окруженной туманом. На палубе инопланетного зонда она воссоединяется с Джефферсоном Роумом и Коберли. Прибывает спасательный самолет и Коберли начинает передавать их координаты. На борту спасательного самолета Аманда Франк начинает думать о том, что она прошла, хотя даже Роум не смог передать их положение. Снаружи инопланетный зонд стартует и внезапно взрывается. Инопланетяне поняли их, взломав алфавит Земли.

## Заключительная фраза
Несколько дней, неделя, месяц… Будет ли Земля посещаться незнакомцем из Вселенной? Тёплым, сострадательным незнакомцем, который расскажет нам о чудесах вне воображения, о жизни вне понимания, о тайнах и сокровищах дома звёзд?

## Интересные факты
- В новых, цветных сериях телесериала «За гранью возможного» есть фильм «Похищение» (16 серия 7 сезона), в котором пятеро подростков оказываются пойманными в ловушку в помещении, напоминающем их школу, но на самом деле являющемся частью инопланетного эксперимента, все пространство вне которого окутано белым туманом и из которого нет выхода.